# Oenothera cavernae
Oenothera cavernae är en dunörtsväxtart som beskrevs av Philip Alexander Munz. Oenothera cavernae ingår i släktet nattljussläktet, och familjen dunörtsväxter. Inga underarter finns listade i Catalogue of Life.

## Bildgalleri

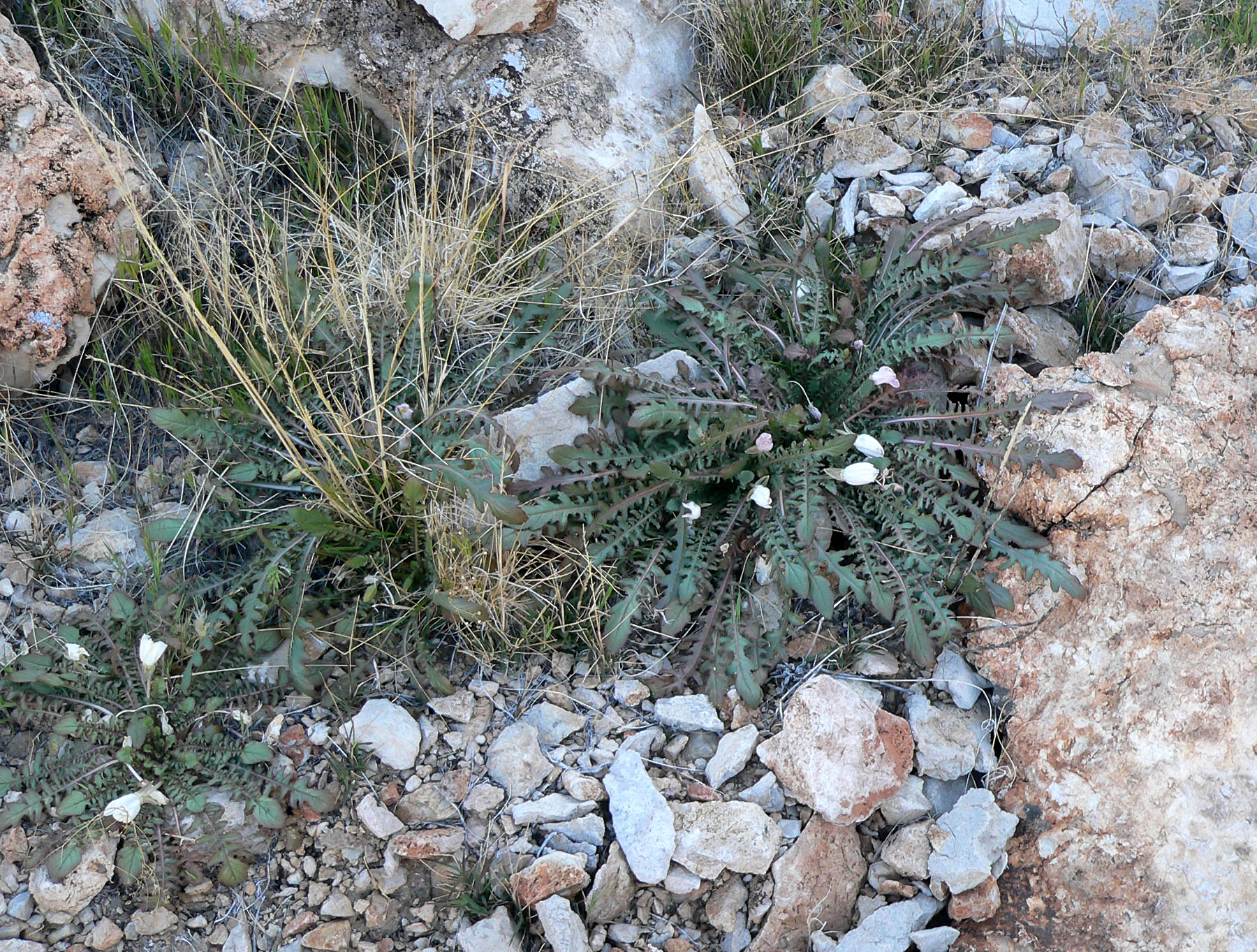
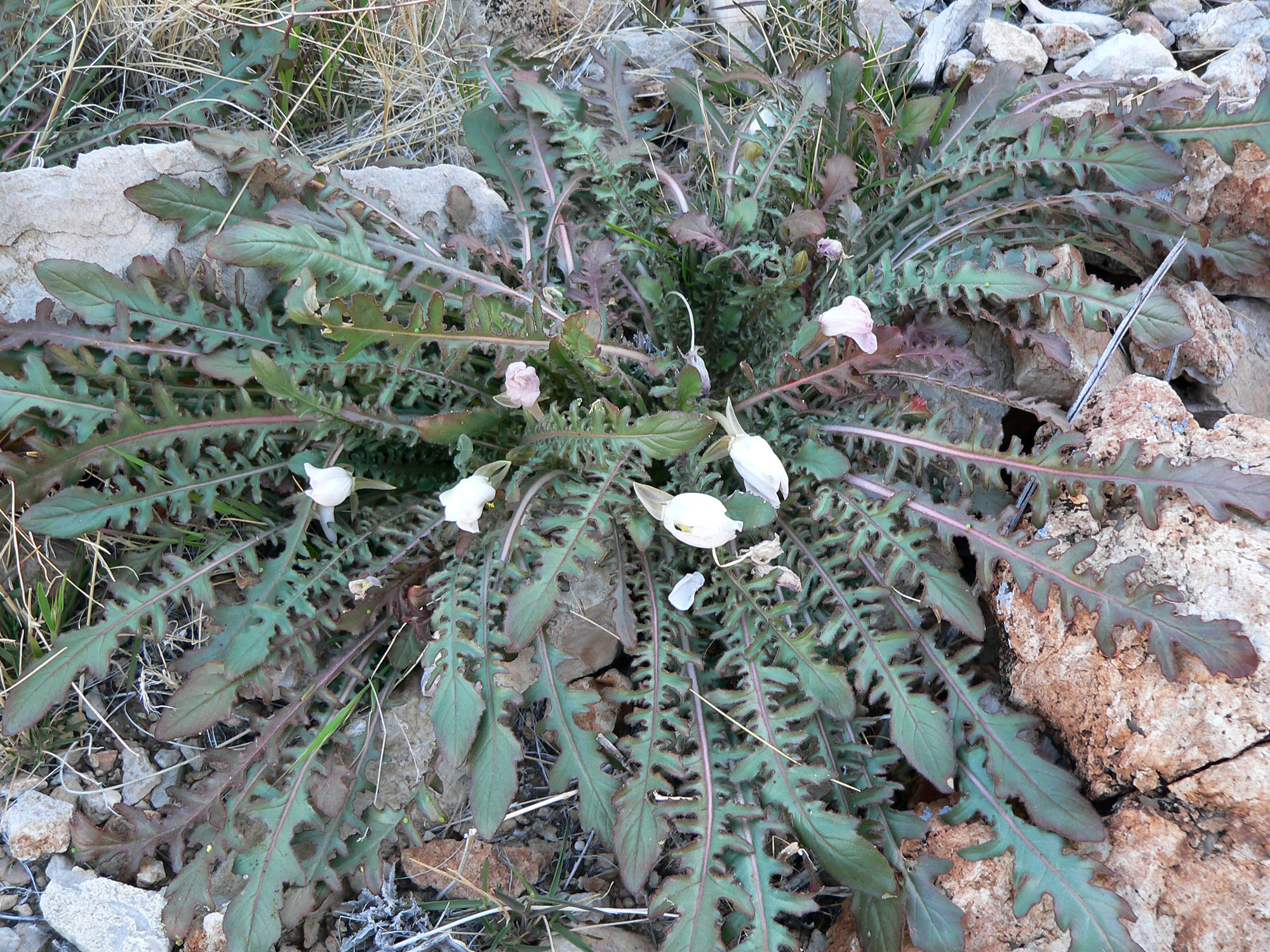
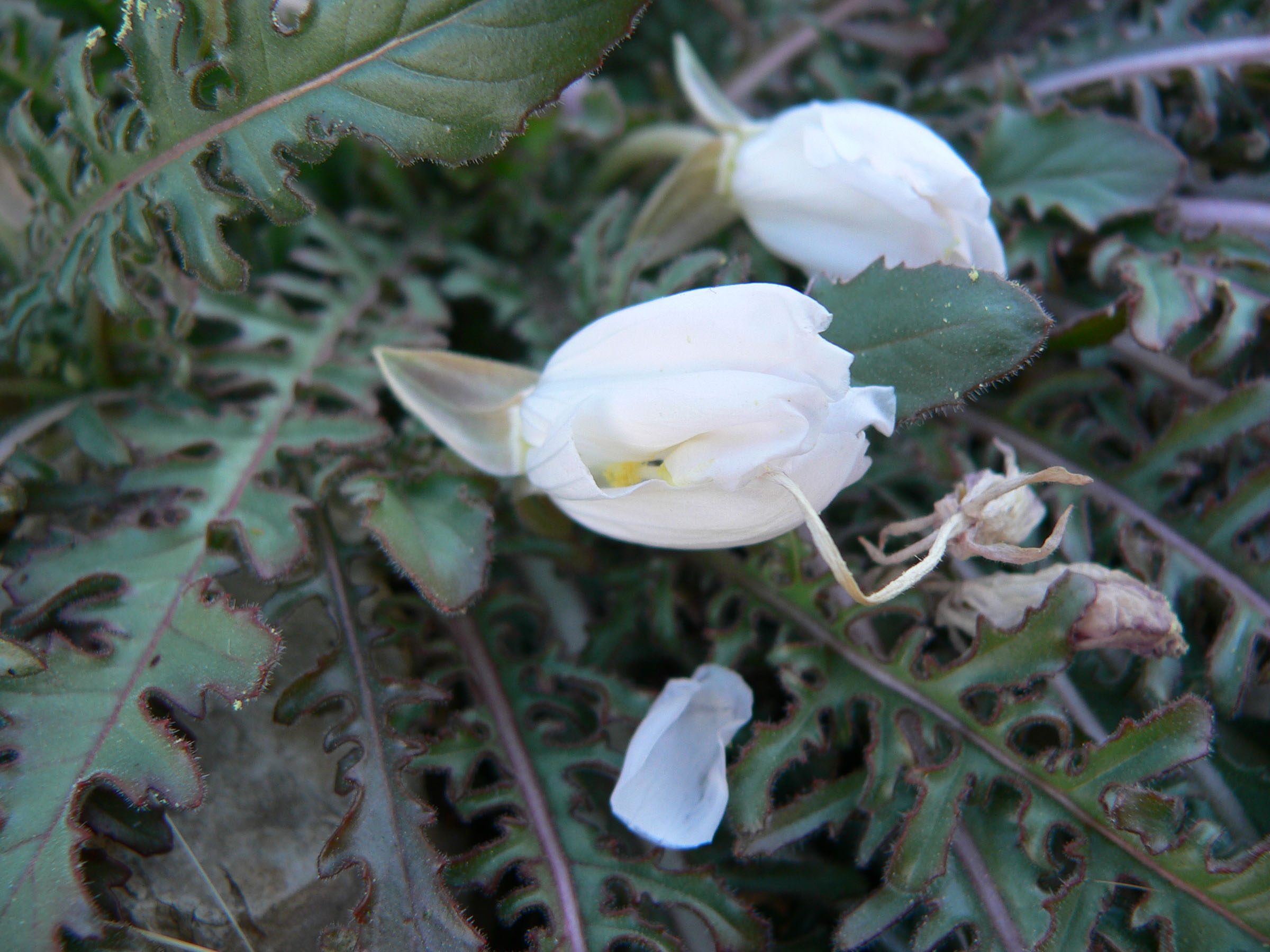
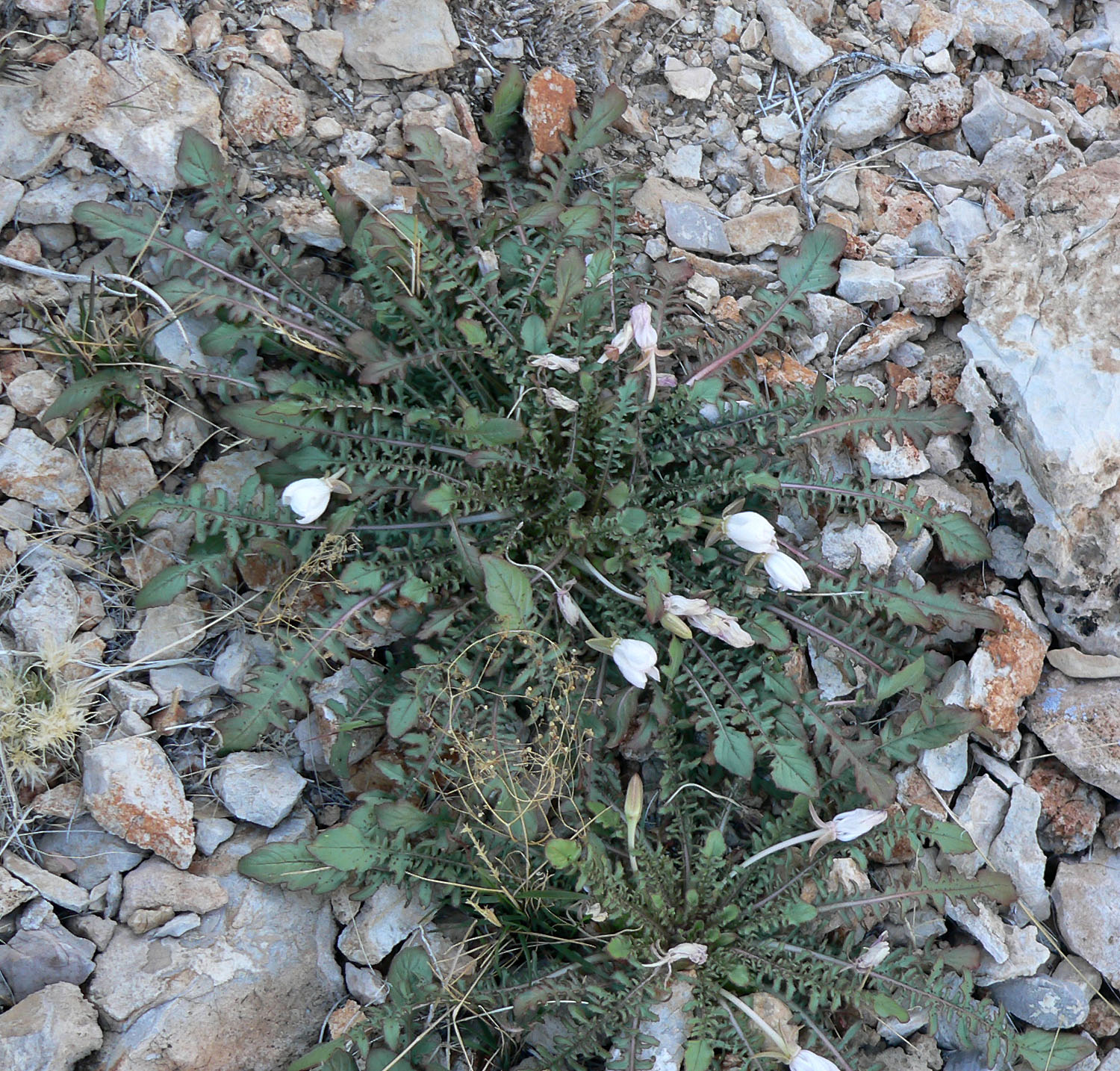
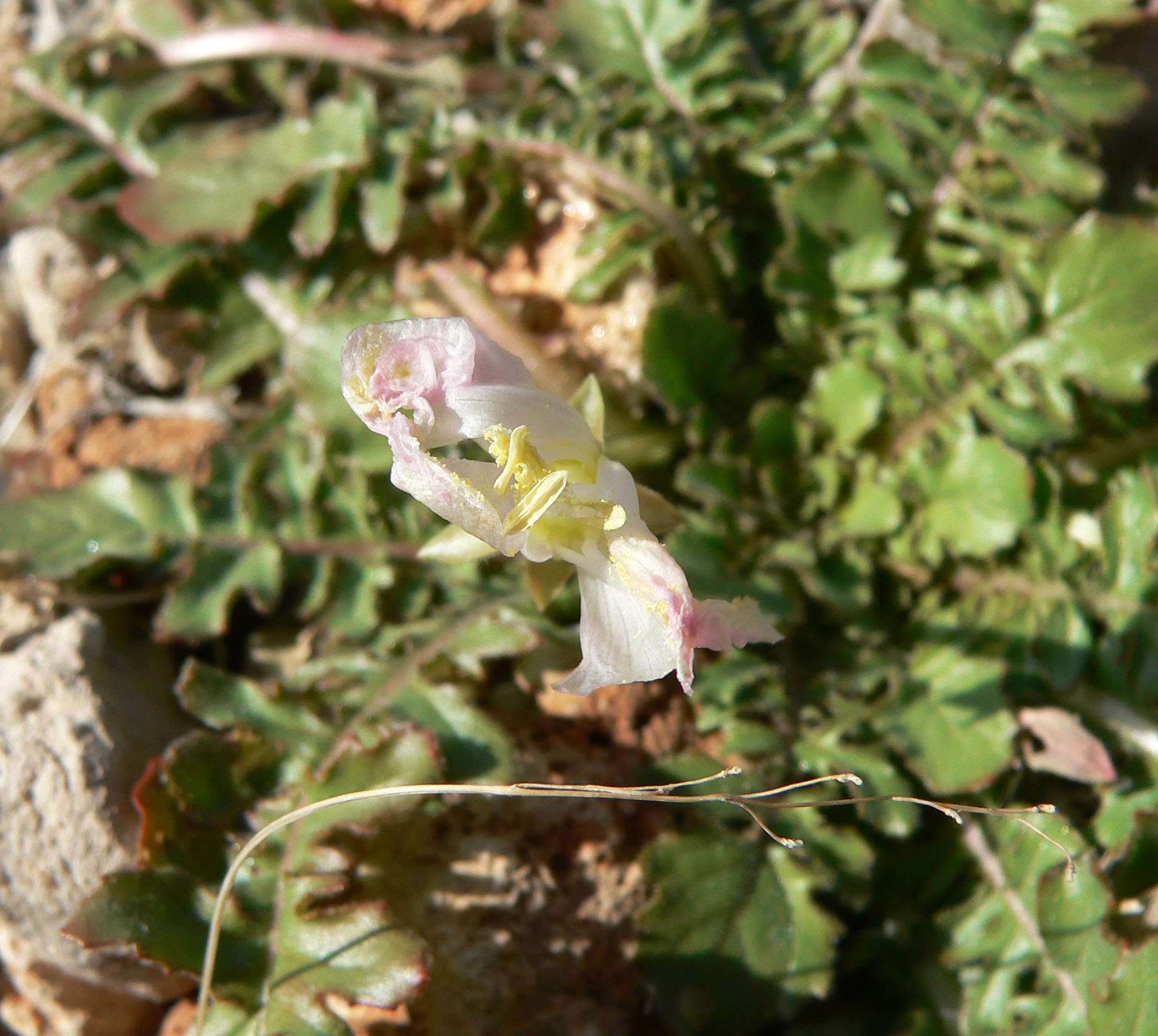
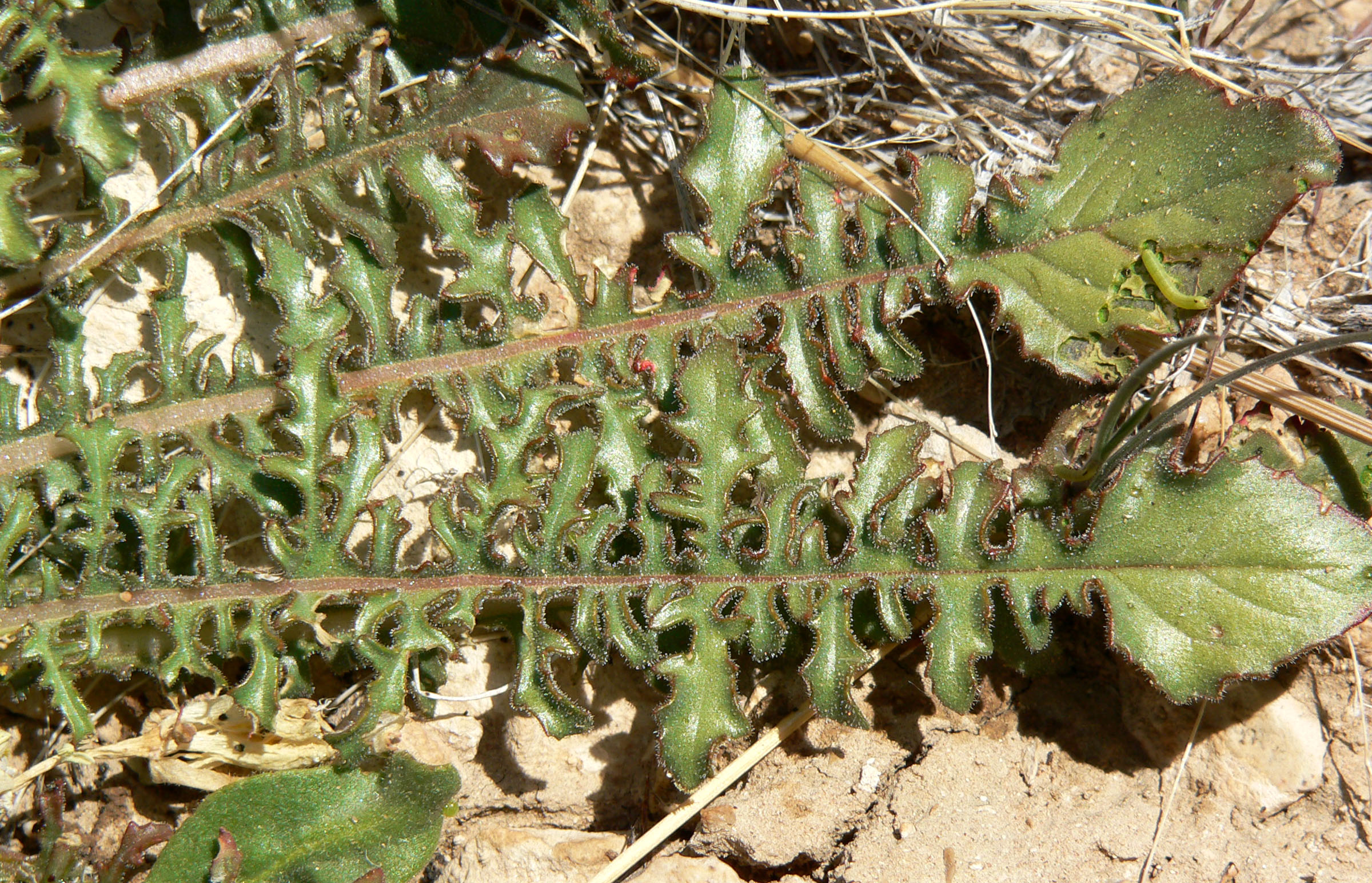